# Almroth Wright
Sir Almroth Edward Wright (Middleton Tyas (Yorkshire), 10 augustus 1861 – Farnham Common (Buckinghamshire), 30 april 1947) was een Brits bacterioloog en immunoloog.

## Biografie
Wright werd geboren in Middleton Tyas, nabij Richmond, in een familie van Anglo-Ierse en Zweedse afkomst. Hij was de zoon van predikant Charles Henry Hamilton Wright, diaken van Middleton Tyas, die later diende in Belfast, Dublin en Liverpool. Zijn moeder was de dochter van Nils Wilhelm Almroth, gouverneur van de Zweedse Koninklijke Munt in Stockholm. Zijn jongere broer Charles Theodore Hagberg Wright werd bibliothecaris van de London library.
Wright studeerde geneeskunde aan de Universiteit van Dublin (Trinity College). In de negentiende eeuw werkte hij samen met de strijdkrachten van Groot-Brittannië aan de ontwikkeling en promotie van vaccinaties. Hij concludeerde dat inspuiting van grote dosis "gedode" bacteriën een gelijk effect moest hebben als vaccinatie met verzwakte smetstof, mits bij het doden de structuur van de bacteriën zo weinig mogelijk veranderde. Op basis hiervan ontwikkelde hij rond 1900 een werkzaam vaccin tegen buiktyfus dat gebruikt werd tijdens de Zuid-Afrikaanse Boerenoorlog: Britse soldaten werden ermee gevaccineerd.
In 1902 begon hij een onderzoeksafdeling aan het St. Mary's Hospital Medical School in Londen. Hier ontwikkelde hij een systeem van antityfus-inenting en een methode om beschermende stoffen ('opsonin') te meten in menselijk bloed. Onder de vele bacteriologen die hem in zijn voetsporen volgden aan St. Mary bevond zich Alexander Fleming, die later lysozym en penicilline zou ontdekken. In 1906 werd Wright gekozen tot Fellow van de Royal Society. Al vroeg waarschuwde Wright dat bacteriën resistentie zouden opbouwen tegen antibiotica, iets wat tegenwoordig inderdaad een toenemend probleem vormt.
Wright was een sterke voorstander van de destijds heersende ptomaïne-theorie als de oorzaak van scheurbuik. De theorie was dat slecht bereide vleeswaren alkaloïden bevatte die giftig waren voor mensen wanneer ze geconsumeerd werden. In 1932 werd de werkelijke oorzaak van de ziekte vastgesteld: het gebrek in voedsel van een bepaalde voedingsstof, namelijk vitamine C (ascorbinezuur).
- Bibsys: 90558807
- Bibliothèque nationale de France: cb10700094j (data)
- CiNii: DA09523948
- Gemeinsame Normdatei: 102737940
- International Standard Name Identifier: 0000 0000 8149 5922
- Library of Congress Control Number: n84803266
- Nationale Bibliotheek van Tsjechië: nlk20000085372
- Nationale bibliotheek van Australië: 35668867
- Nationale Bibliotheek van Israël: 987007319794605171
- Nederlandse Thesaurus van Auteursnamen: 315487623
- Réseau des bibliothèques de Suisse occidentale: 02-A024785846
- Istituto Centrale per il Catalogo Unico: CUBV163481
- SNAC: w6cp4fp0
- Système universitaire de documentation: 080403484
- Trove: 1034850
- Virtual International Authority File: 69329154
- WorldCat: E39PBJx4mfpCMRfrd3XYVK3RKd